# Омський державний університет
Омський державний університет імені Ф. М. Достоєвського (рос. Омский государственный университет имени Ф. М. Достоевского) — класичний заклад вищої освіти в російському Омську, заснований у 1974 році.
Член Асоціації класичних університетів Росії.

## Історія
У 1973 році вийшла постанова Ради Міністрів СРСР про організацію Омського державного університету, який відкритий у 1974 році. Західний Сибір став єдиним в країні економічним регіоном, де кожна область або край мали свій університет, і поява університету в Омську відповідало стратегії соціально-економічного та культурного розвитку Омської області, а частково сусідніх областей Росії і Казахстану. У серпні 1974 року було проведено перший набір з 325 студентів, а в жовтні почалися заняття, які вели близько 40 викладачів, які перейшли в основному з вузів Омська, Іркутська, Новосибірська, Томська. Навчання спочатку проводилося тільки на двох факультетах: природничих і гуманітарних наук. У 1974 році створено перші кафедри, бібліотека, лабораторії, Музей археології та етнографії, Музей історії ОмДУ. Всі вони розмістилися в одному корпусі, отриманому в дар від виробничого об'єднання «Омскнафтооргсинтез».
Перший випуск фахівців, підготовлених в університеті, відбувся в 1979 році. Професорсько-викладацький склад нового університету формувався в значній мірі із запрошених до Омська фахівців Іркутська, Новосибірська, Ростова-на-Дону, Томська, Москви та інших університетських центрів Росії.
У 2004 році університету присвоєно ім'я Ф. М. Достоєвського.
Університет здійснює професійну підготовку кадрів за 60 напрямками бакалаврату, спеціаліста і більш ніж по 30 напрямками магістратури. До структури закладу входить 13 факультетів, Університетський професійний коледж, Центр довузівської підготовки та профорієнтації, Центр Ділової освіти, Центр вивчення творчості Ф. М. Достоєвського, Лінгвістичний центр, Асоціація випускників, Музей археології та етнографії, Музей історії, більше 70 кафедр, 20 навчальних лабораторій, наукова бібліотека. Щорічний випуск фахівців за всіма формами навчання становить більше 2 000 чоловік.
В Університеті працює близько 100 професорів — докторів наук і понад 300 доцентів — кандидатів наук.

## Структура
До складу університету входять 13 факультетів та 2 інститути:
- Фізичний факультет
- Факультет філології та медіакомунікацій
- Факультет психології
- Хімічний факультет
- Історичний факультет
- Економічний факультет
- Юридичний факультет
- Факультет міжнародного бізнесу
- Факультет теології, філософії та світових культур
- Факультет іноземних мов
- Факультет культури і мистецтв
- Факультет комп'ютерних наук
- Факультет фізичної культури, реабілітації та спорту
- Інститут математики та інформаційних технологій
- Інститут безперервної та відкритої освіти.